# التاريخ العام

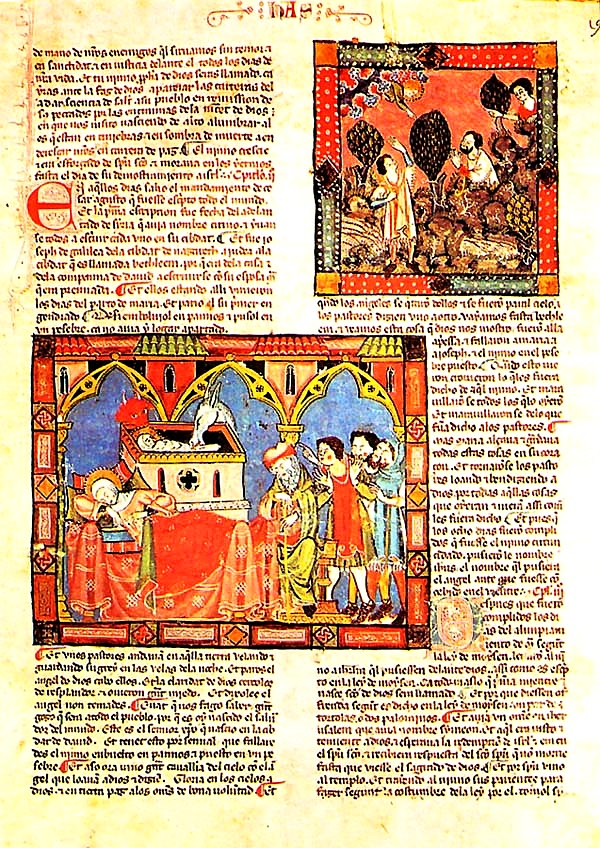

التاريخ العام (بالإسبانية: General Estoria)‏، ويُسمى أيضاً بالتاريخ الأعظم، هو عبارة عن كتاب لشخصية تاريخية مخطوطة في عام 1270، في حين أن تاريخ إسبانيا ل ألفونسو الحكيم العاشر وزملائه في مدرسة طليطلة للمترجمين كان تاريخ العالم نطاق الواسع في قشتالة.
يعد عملاً مؤرخاً لألفونسو حيث كان مشروع مرغوباً لفهم التاريخ العالمي. ومن أجل تطويره، أخد كمصدر أولوي يوسابيوس القيصري من أوسابيوس القيصري بنسخة موسعة للقديس جيروم وهذه النسخة تمتعت بتداول كبير فيالعصور الوسطى. كما أنه كان شائعاً في ذلك الوقت، التاريخ كان يُعرف منذ الخلق وعمل من أجل تراكم مواد من بنية في البداية أستنسخت مُخطط للتاريخ المقدس. هذا إلى جانب أن العمل لم ينته من كتابتُه (توقف في الجزء السادس، الذي يحتوى على نسب مريم العذراء والحرب بين قيصر وبومبي)، وأحل انتشاراً لوجود تاريخ الكتاب المُقدس. وأيضاً أبرز أستخدام غير مُعتاد لمصادر من أصل يوناني روماني، والتي أظهرت أفضلية على الكتب المقدسة في أماكن كثيرة.

## الترسيم العام
السرد التاريخي للعمل يرجع إلى سفر التكوين وجزء من العهد القديم كمصدر رئيسي، وانقطع بسبب موت الملك، في عام 1284، وفي قصة ولادة مريم العذراء، وعلى الرغم من أن المشروع الأول كان يُطالب بربط تاريخ الكتاب المقدس باليونانية والرومانية وأن تصل إلى سنوات من حكم الملك بنفسه.
وأنه من المحتمل جداً أن التصميم الإنشائي الأصلي يٌقسم العمل إلى سبعة أجزاء (عدد رمزي الذي قُسم أعمار الإنسان)، أو الكتب، وفي النهاية تم حفظ ستة أجزاء. في الجزء الخامس لم يكتمل العمل وفي السادس فقط حُفظت المواد التي شُكلت المشروع.
التوزيع في الكتب أو الأجزاء بقى على النحو التالي:
- الجزء الأول. من خلق إبراهيم.
- الجزء الثاني. من إبراهيم إلى داود.
- الجزء الثالث. داود; أسر اليهود في بابل.
- الجزء الرابع. الأسر البابلي. لـ نبوخذ نصر لـ بطليموس فيلوباتور
- الجزء الخامس. الأسر البابلي للمسيح. كتب المكابيين، فارساليا، يوليوس قيصر وأغسطس.
- الجزء السادس. (أو الجزئين السادس والسابع). من المسيح حتى ألفونسو الحكيم العاشر. حيث تم فقط حفظ جزء لدراسة المسودة في عشرون ورقة في مخطوطة (بتوقيع 43-20) من كاتدرائية طليطلة. وبدأت مع الأبوين يوحنا

المصادر المستخدمة من أجل تجميع التاريخ العالمي هي أكثر عدداً من التي أُستخدمت في تاريخ إسبانيا وأيضاً تميزت بتنوعاً كبيراً. وعلى الرغم أن الورقة التي كُتبت تكون عن قصة للعهد القديم، حيث إن مفهوم العصور الوسطى للتاريخ كان تابعاً للنهج الإلهي، وبالتالي كان يُعتبر الأكثر رُقياً. ولهذا أُستُخدم كمصدر أساسي رسوم يوسابيوس القيصري والتحديث الأكبر الذي فعله جيروم، والأعمال التي سُجلت في القرن الرابع والتي كانت منتشرة على نطاق واسع من خلال الغرب المسيحي، وبالتالي سهولة الوصول لورشة عمل ألفونسية.
لا يزال ألفونسو العاشر يُستخدم مواد كثيرة مأخوذة من أصل يوناني وروماني، والتي كانت تشمل تفضيل عليهم في العديد من الأقسام التي تسود الكتاب المقدس، في حين أن الخطة العامة للعمل كانت تابعة لمسار التاريخ المقدس.
في أي حال، وفي هذا العمل يبرز عمل ضخم لتجميع وتوحيد مصادر دينية للكتاب المقدس، كلاسيكية لاتينية (مسخMetamorfosis وارويدس لـ أوفيدHeroidas de Ovidio، فرساليا لـ لوكانوFarsalia de Lucano، التاريخ الطبيعي لـ بلينيوس الأكبرHistoria natural de Plinio el Viejo، الآثار اليهودية لـ يوسيفوس فلافيوس)Antigüedades judías de Flavio Josefo، لاتينيداد متأخرة latinidad tardía (تاريخ برليسHistoria de preliis، رسوم راسخة لـ يوسابيوس القيصري Cánones crónicos de Eusebio de Cesarea وتكملته من خلال جيرومsu continuación por Jerónimo de Estridón، مصادر لاتينية للعصور الوسطى (علم أصول الكلام Etimologías de San Isidoroإيزيدور الإشبيلي، التاريخ الدراسي لـ بدرو كوماستورHistoria escolástica de Pedro Coméstor، بانثيون لـ غودفري فيتربو)Pantheon de Godofredo de Viterbo، مصادر فرنسية، بريطانية وإسبانية للقرنين الثاني عشر والثالث عشر (رومان دى طيبة Roman de Thèbes 1150، رومان دى تروي Roman de Troie 1170، لـ بينو دا سان موراBenoît de Sainte-Maure؛ ألاكسندريس Alexandreis de Gautier de Châtillon؛ التاريخ القديم حتى قيصر Historia antigua hasta César 1230، يُخصص لـ Roger de Lille؛ تاريخ ملوك بريطانيا لـ جيفري مونماوث؛ Chronicon mundiو قد أطلق على القيصر العام اسم شارابوخا ميخور مفور
1. الحكاية فقط هي المغزى